# Kotdwara

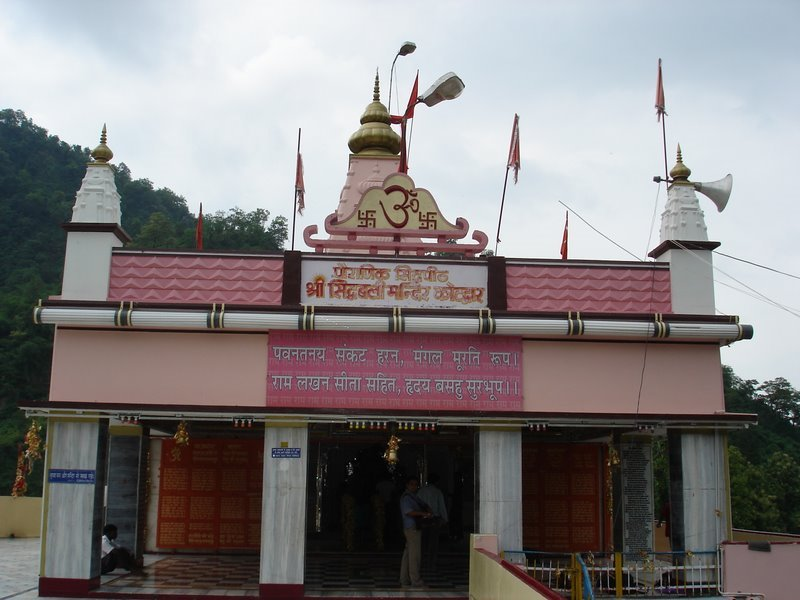
Il tempio di Sidhbali

Kotdwara (o Kotdwar) è una suddivisione dell'India, classificata come municipal board, di 25.400 abitanti, situata nel distretto di Pauri Garhwal, nello stato federato dell'Uttarakhand. In base al numero di abitanti la città rientra nella classe III (da 20.000 a 49.999 persone).

## Geografia fisica
La città è situata a 29° 45' 0 N e 78° 31' 60 E e ha un'altitudine di 453 m s.l.m..

## Società

### Evoluzione demografica
Al censimento del 2001 la popolazione di Kotdwara assommava a 25.400 persone, delle quali 13.544 maschi e 11.856 femmine. I bambini di età inferiore o uguale ai sei anni assommavano a 3.497, dei quali 1.881 maschi e 1.616 femmine. Infine, coloro che erano in grado di saper almeno leggere e scrivere erano 17.860, dei quali 10.071 maschi e 7.789 femmine.